# پاوپ (آرکانزاس)
پاوپ (به انگلیسی: Paup) یک منطقهٔ مسکونی در ایالات متحده آمریکا است که در شهرستان میلر، آرکانزاس واقع شده‌است. پاوپ ۷۸٫۹۴ متر بالاتر از سطح دریا واقع شده‌است.